# Алел
Алѐл е всяка една от формите на различните състояния на един ген, определящи различни фенотипни белези. Алелите се наричат също алтернативни функционални състояния на гените.
Алелите биват доминантни и рецесивни. В зависимост от съчетанието им, в генотипа се получава различен фенотип от фенотипа на всеки алел поотделно. Съществуват различни видове алелни взаимодействия, като кодоминиране, пълно или непълно доминиране, нелетално и летално (смъртоносно) взаимодействие, взаимодействие между алелите на един и същи ген, при което двата алела в хетерозиготните организми се проявяват фенотипно самостоятелно.